# Barbate
Barbate é um município da Espanha na província de Cádiz, comunidade autónoma da Andaluzia, de área 142 km² com população de 22582 habitantes (2007) e densidade populacional de 159,03 hab./km². No seu território desagua o rio Barbate.

## Demografia
| Variação demográfica do município entre 1991 e 2004 | Variação demográfica do município entre 1991 e 2004 | Variação demográfica do município entre 1991 e 2004 | Variação demográfica do município entre 1991 e 2004 |
| --------------------------------------------------- | --------------------------------------------------- | --------------------------------------------------- | --------------------------------------------------- |
| 1991                                                | 1996                                                | 2001                                                | 2004                                                |
| 21641                                               | 21888                                               | 21815                                               | 22444                                               |